# Marjal (medida)
Marjal (del árabe al-mrah o al-marah, 'recinto amplio, de gran extensión, descubierto y rodeado de construcciones') es una antigua medida agraria equivalente a 100 estadales granadinos o 5 áreas y 25 centiáreas aproximadamente. Su uso se daba sobre todo en amplias zonas de Granada y Almería, que junto a Málaga y ciertas partes de las actuales provincias de Jaén y Murcia formaron los bastiones principales del antiguo feudo Nazarí.
El marjal es aún, en la comarca de la Vega de Granada, también en las de Motril y Guadix, una unidad de medida de superficie normalmente utilizada en todo tipo de transacciones agrarias. Equivale exactamente a 528,42 m².
Si bien es muy extendida la creencia de que la unidad de medida del marjal es concretamente la superficie del Patio de los Leones de la Alhambra, las mediciones que del mismo se han realizado en los últimos años por encargo del Patronato de la Alhambra y el Generalife con motivo de la reciente restauración de dicho patio finalizada en el año 2011 han evidenciado que eso no es así, porque con arreglo a las mismas el área interior del patio tiene 447,85 m², mientras que el patio en su conjunto, incluyendo la zona cubierta, tiene una cabida de 692,85 m², con lo que ambas mediciones difieren notablemente de la indicada superficie que tiene el marjal.
Sus orígenes se remontan al periodo de la dinastía nazarí (siglos XIII al XV), cuando los musulmanes conservan únicamente el Reino de Granada en la península ibérica, que es conquistada por los Reyes Católicos en el año 1492.
- Datos: Q5999460